# Kristen Bujnowski
Kristen Bujnowski (London, 14 marzo 1992) è una bobbista canadese.

## Biografia
Prima di dedicarsi al bob, Kristen Bujnowski praticò atletica leggera e il canottaggio presso la Western University, dove nel 2015 ha conseguito la laurea in ingegneria meccanica e la specializzazione in chinesiologia.
Compete nel bob dal 2017 come frenatrice per la squadra nazionale canadese, debuttando in Coppa Nordamericana nella stagione 2017-18 e successivamente anche in Coppa Europa nell'annata 2018/19.
Esordì in Coppa del Mondo nella stagione 2017/18, il 9 novembre 2017 a Lake Placid, piazzandosi al settimo posto nel bob a due con Alysia Rissling; centrò il suo primo podio il 5 gennaio 2019 ad Altenberg, dove fu seconda nel bob a due in coppia con Christine de Bruin.
Ha fatto parte della squadra canadese alle Olimpiadi di Pyeongchang 2018 in qualità di riserva, ma non prese parte alle competizioni.
Partecipò inoltre a due edizioni dei campionati mondiali conquistando un totale di tre medaglie. Nel dettaglio i suoi risultati nelle prove iridate sono stati, nel bob a due: medaglia di bronzo a Whistler 2019 in coppia con Christine de Bruin e medaglia di bronzo ad Altenberg 2020 con Christine de Bruin; nella gara a squadre: medaglia d'argento a Whistler 2019.

## Palmarès

### Mondiali
- 3 medaglie:
  - 1 argento (gara a squadre a Whistler 2019);
  - 2 bronzi (bob a due a Whistler 2019; bob a due ad Altenberg 2020).

### Coppa del Mondo
- 8 podi (tutti nel bob a due):
  - 3 secondi posti;
  - 5 terzi posti.

### Circuiti minori

#### Coppa Europa
- 3 podi (tutti nel bob a due):
  - 2 vittorie;
  - 1 secondo posto.